# مطار الصخير الدولي
مطار الصخير الدولي (ايكاو: OBKH) يقع في منطقة الصخير في وسط جزيرة البحرين وهي منطقة شبه صحراوية يخيم البحرينيون فيها سنويا في فصل الشتاء. يدير المطار قوة دفاع البحرين. يعتبر المطار مركز لمعرض البحرين الدولي للطيران وللشحن الجوي ويستخدم أحيانا لأغراض عسكرية وتم بناء مطار الصخير لتخفيف الزحام عن مطار البحرين الدولي وقامت بأعمال الإنشاء شركة حاجي حسن.